# لونکه (آرکانزاس)
لونکه (آرکانزاس) (به انگلیسی: Lonoke, Arkansas) یک شهر در ایالات متحده آمریکا با جمعیت ۴٬۵۵۳ نفر است که در آرکانزاس واقع شده‌است.

## موقعیت جغرافیایی
موقعیت جغرافیایی شهرها و مناطق اطراف به شرح زیر است: